# Gilberto Gramellini
Gilberto Gramellini (ur. 17 listopada 1930 w Forlì, zm. 18 grudnia 2013 w Belgradzie) – włoski zapaśnik walczący w stylu klasycznym. Olimpijczyk z Rzymu 1960, gdzie zajął dziewiąte miejsce w kategorii do 57 kg.